# Теракт на улице Гурьянова
Террористи́ческий акт на у́лице Гурья́нова — взрыв в многоквартирном жилом доме на улице Гурьянова в Москве, произошедший 8 сентября 1999 года в 23 часа 59 минут 58 секунд по московскому времени.
Взрыв произошёл на первом этаже 9-этажного жилого дома № 19 по улице Гурьянова (район Печатники, юго-восток Москвы). Два подъезда дома № 19 были полностью уничтожены. Взрывной волной были деформированы конструкции соседнего дома № 17. Как было установлено взрывотехниками, мощность взрывного устройства составила 350 кг в тротиловом эквиваленте.
По официальным данным, в результате взрыва погибли 106 человек, 690 человек получили ранения различной степени тяжести или пострадали в той или иной мере, получив психологическую травму.
Через 10 дней, 18 сентября 1999 года, дома № 17 и № 19 были уничтожены взрывотехниками, а их жители были переселены.
Два года спустя на их месте в соответствии с постановлением Правительства Москвы от 12 октября 1999 года № 939 «О строительстве жилых домов по ул. Гурьянова, владение 17, 19» построены четыре двадцатипятиэтажных жилых дома.

## Расследование

### Ход расследования
9 сентября 1999 года по факту взрыва в жилом доме № 19 по ул. Гурьянова в Москве было возбуждено уголовное дело № 275209.
10 сентября 1999 года был проведён обыск по месту жительства гендиректора ЗАО «Делко-2» Марио Блюменфельда, сдавшего в аренду помещение в доме № 19 по улице Гурьянова, в котором произошёл взрыв. В ходе этого обыска были изъяты: тетрадный лист с текстом «ООО Бранд-2 Лайпанов Мухит Назирович», записная книжка с записями данных на Лайпанова М. Н. и договор от 5 сентября 1999 года между ЗАО «Делко-2» и ООО «Бранд-2» по аренде складского помещения в доме № 19 по ул. Гурьянова.
11 сентября 1999 года в московской гостинице «Алтай» были изъяты анкеты на имена Мухита Лайпанова и Дениса Сайтакова. Эти анкеты содержали сведения о том, что Мухит Лайпанов и Денис Сайтаков проживали в гостинице «Алтай» с 14 по 19 августа и с 30 августа по 1 сентября 1999 года.
13 сентября 1999 года у М. И. Ежова были изъяты диспетчерские журналы учёта грузоперевозок за июнь-сентябрь 1999 года. В журнале, изъятом у Ежова, имелась запись: «8/09 Бычок 37 9.00 Люблино 150 4+1 726-74-89 Михаил ул. Краснодарская д.70 База налево зелёные ворота охрана собаками — Печатники — Каширка; 35 577 Пруж, 750».
13 сентября 1999 года водитель ОАО «35 автокомбинат» А. В. Прушинский, осуществлявший перевозку мешков со склада по Краснодарской улице на улицу Гурьянова и на улицу Борисовские Пруды, показал сотрудникам милиции помещение в доме на улице Борисовские пруды, куда выгружались мешки.
13 сентября 1999 года в ходе осмотра нежилого помещения, расположенного на улице Борисовские пруды, дом № 16, корпус 2, были обнаружены и изъяты: 50 мешков с бирками «Сахар», в 38 из которых находилось сыпучее вещество серебристого цвета, а в 12 — сахарный песок; 13 предметов, похожих на электродетонаторы; 2 бухты детонирующего шнура; 6 коробок цилиндрической формы со световыми индикаторами красного цвета на боках коробок и выходящими из коробок двумя проводами, а также ряд других предметов и веществ.
16 сентября 1999 года в ходе осмотра склада на Краснодарской улице, дом 70, были изъяты 76 мешков с самодельным смесевым аммиачно-селитренным взрывчатым веществом общим весом около 4109 кг.
17 сентября 1999 года в отношении Юсуфа Крымшамхалова и Тимура Батчаева были вынесены постановления об избрании меры пресечения — содержание под стражей.
19 сентября 1999 года в отношении Адама Деккушева было вынесено постановление об избрании меры пресечения — содержание под стражей. В тот же день Юсуф Крымшамхалов, Адам Деккушев и Тимур Батчаев были объявлены в розыск.
22 сентября 1999 года уголовное дело № 275209 было соединено в одно производство с уголовными делами, возбуждёнными по факту взрыва в жилом доме по Каширскому шоссе в Москве и в связи с обнаружением в доме по ул. Борисовские пруды в Москве взрывчатого вещества и компонентов взрывных устройств.

### Выводы следствия
Террористический акт на улице Гурьянова был частью серии терактов, осуществлённых в российских городах 4-16 сентября 1999 года. По данным следствия, эта серия терактов была организована и профинансирована руководителями незаконного вооружённого формирования Исламский институт «Кавказ» Эмиром аль-Хаттабом и Абу Умаром. Эти теракты были направлены на массовую гибель людей, с целью нарушения общественной безопасности, устрашения населения и оказания воздействия на принятие решений органами власти по ликвидации последствий нападения боевиков на Дагестан в августе 1999 года.
Хаттаб и Абу Умар обратились к лидерам так называемого «мусульманского общества № 3», или карачаевского ваххабитского джамаата. Один из его председателей, Ачимез Гочияев, организовал из сподвижников диверсионную группу. Гочияев до 1997 года имел успешный бизнес в Москве в сфере строительства. В 1997 году он увлёкся идеями ваххабизма. Из Москвы он возвратился в Карачаевск, затем прошёл обучение в лагере Хаттаба. Для руководства операцией Гочияев подходил идеально: имел боевые навыки и хорошо знал Москву.
Взрывчатку изготовили в посёлке Мирный (Ставропольский край) путём смешения тротила, алюминиевой пудры, аммиачной селитры и сахара. Оттуда её под видом сахара переправили на продуктовую базу в Кисловодске, которой заведовал дядя одного из террористов, Юсуфа Крымшамхалова. В город террористов пропустил сотрудник ГИБДД Станислав Любичев, который впоследствии был приговорён к 4,5 годам лишения свободы. На продовольственной базе террористы расфасовали взрывчатую смесь в мешки из-под сахара с логотипом Эркен-Шахарского сахарного завода. После того, как всё было спланировано, террористы организовались в несколько групп для перевозки взрывчатки в несколько городов.
В июле — августе 1999 года Гочияев и его напарник Сайтаков несколько раз приезжали в Москву, чтобы подыскать пригодные помещения для осуществления взрывов. В целях конспирации они сменили четыре гостиницы: «Измайлово», «Золотой колос», «Восход» и «Алтай».
30 августа 1999 года Гочияев оформил в Москве на имя Мухита Лайпанова, как генерального директора, фирму ООО «Бранд-2».
От имени сотрудника этой фирмы Гочияев, используя документы на имя Мухита Лайпанова, 5 сентября договорился об аренде помещения в доме на улице Гурьянова с ЗАО «Делко-2», 6 сентября — на Краснодарской улице с ООО «Трансервис».
31 августа 1999 года Хаким Абаев заказал водителю Н.Тишину, не осведомлённому о планах террористов, перевозку сахара в Москву. 4 сентября гружённая взрывчаткой фура «Мерседес-Бенц 2236», которой управляли Н.Тишин и его напарник, отправилась из Кисловодска в Москву. Хаким Абаев сопровождал фуру до автостоянки на МКАД. 7 сентября Абаев довёл фуру до склада на Краснодарской улице, который террористы выбрали своей временной базой.
8 сентября мешки перевезли со склада на Краснодарской улице в арендованное Гочияевым помещение на улице Гурьянова. Перевозка осуществлялась водителями, не осведомлёнными о планах террористов.
Поздно вечером 8 сентября произошёл взрыв на улице Гурьянова.
Следующие лица были причастны к взрыву:
- Ачимез Гочияев (находится в федеральном и международном розыске)[9]
- Денис Сайтаков (ликвидирован в Чечне)
- Хаким Абаев (ликвидирован подразделениями федеральных сил 30 мая 2004 года в ходе спецоперации в Ингушетии)[10][11]
- Равиль Ахмяров (ликвидирован в Чечне)
- Юсуф Крымшамхалов (арестован в Грузии, 7 декабря 2002 года экстрадирован в Россию и приговорён к пожизненному заключению в январе 2004)
- Адам Деккушев (арестован в Грузии, при аресте бросил в полицейских гранату, 14 апреля 2002 года экстрадирован в Россию и приговорён к пожизненному заключению в январе 2004)

Большинство террористов было этническими карачаевцами и арабами.
К 2010 году на свободе оставался только Ачимез Гочияев, который был объявлен в федеральный и международный розыск. Все остальные причастные к взрывам домов были арестованы либо уничтожены в ходе операций силовых структур на Северном Кавказе и в Грузии.

## Судебные процессы

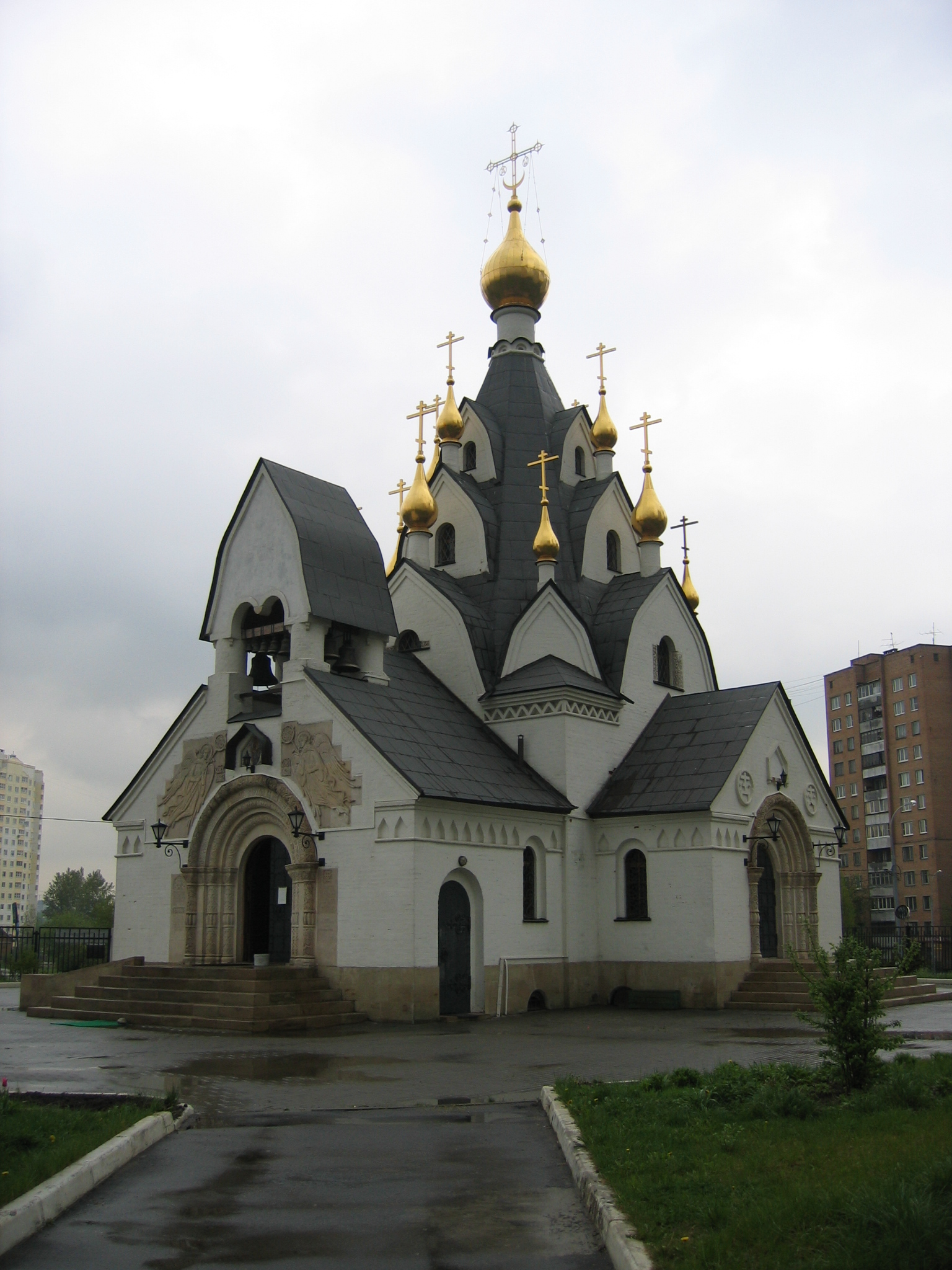
Храм на месте трагедии

14 мая 2003 года Кисловодский городской суд приговорил бывшего милиционера Станислава Любичева к четырём годам лишения свободы. Любичев обвинялся в том, что за взятку обеспечил беспрепятственный проезд на территорию Кисловодска в технически неисправном состоянии автомобиля «Камаз», водитель которого не имел сопроводительных документов на перевозившийся груз, в котором находилось самодельное взрывчатое вещество, замаскированное мешками с сахаром, и лично сопроводил его до складов «Реалбазы хлебопродуктов» (Кисловодск), на которой работал дядя одного из террористов. Позже с «Реалбазы хлебопродуктов» часть взрывчатки была доставлена в Москву и использована в том числе и для подрыва жилого дома на улице Гурьянова.
12 января 2004 года Московский городской суд приговорил к пожизненному заключению Адама Деккушева и Юсуфа Крымшамхалова, обвинённых в совершении ряда терактов, в том числе взрыва дома на улице Гурьянова. 8 июля 2004 года Верховный суд России оставил в силе приговор Мосгорсуда.

## Память о погибших
Президент России Борис Ельцин объявил, что днём общенационального траура будет назначено 13 сентября 1999 года по жертвам двух взрывов домов. Однако в тот день произошёл взрыв в доме, находившемся на Каширском шоссе.
В 2000 году на месте взрыва на улице Гурьянова был установлен памятный знак в виде гранитного часовенного столба на постаменте с облагороженной территорией вокруг. К нему часто несут цветы и венки. В соответствии с постановлением Правительства Москвы от 8 августа 2000 года № 622 недалеко от обрушившегося дома было начато строительство храма-часовни в честь иконы Божией Матери «Всех скорбящих радость». Строительство велось за счёт пожертвований физических и юридических лиц города Москвы. В 2003 году храм был открыт.

## Неопознанные останки
По свидетельству трёх родственников, неопознанные останки погибших с улицы Гурьянова на 2011 год лежали в морге.